# 慶大升
庆大升（：／；1154年—1183年），高丽王朝武人政权的独裁者。
慶大升本貫清州，是中書侍郎平章事慶珍的兒子。1168年，根據當時高麗王朝的蔭敘制度，慶大升被敘為校尉。當時高麗的官僚貪污腐敗，大肆搜刮百姓財物。慶珍也是貪鄙之人，經常強奪百姓田地。慶珍死後，慶大升將父親所得的不義之財散還給窮人，百姓都稱讚他的清廉。
1170年，鄭仲夫等武臣發動政變，推翻高麗毅宗，擁立明宗，建立武人政權，開創了武人時代。此後，高麗各地先後發生了叛亂。1178年，清州人和與州人發生了糾紛，在開京發生衝突。慶大升作為事審官，未能解決糾紛問題，被罷免了官職。
1179年，鄭仲夫與文臣發生衝突，鄭仲夫欲發兵殺死文臣。明宗決定剷除鄭仲夫。慶大升與牽龍許升、金光立合謀，推翻並處死了鄭仲夫，建立了新的武人政權。
慶大升執政期間，致力於改革國家，對最高權力機構重房進行武力化，並新設了權力集團都房。在任命官吏的方面平等錄用文臣和武臣，這使得國家得以繁榮。為了防止鄭仲夫的餘黨報仇，慶大升設立都房這一機構以進行獨裁統治，並派人監視開京百姓的所有言行舉止，使用殘酷的刑罰鎮壓反對者。
慶大升對武人政變的舉兵者尤為反感，但卻提拔了合謀推翻鄭仲夫的許升和金光立。
1181年，韓信忠、蔡仁靖、朴敦純等發動叛亂，與此同時，各地也發生大大小小的民變。1183年病逝於開京。隨後都房的100餘名士兵發動了兵變。高麗明宗令重房鎮壓了都房的兵變，並將參與叛亂士兵的家人流放遠島。
慶大升是在《高麗史》中唯一一位沒有被列為「逆臣」的武人政權掌權者。

## 相關影視作品
- 《武人時代》，KBS，2003年~2004年，演員：朴埇佑